# 沧沟乡
沧沟乡，是中华人民共和国重庆市武隆区下辖的一个乡镇级行政单位。

## 行政区划
沧沟乡下辖以下地区：
关庙村、青杠村、大田村、沧沟村和大水村。